# 甘木公園

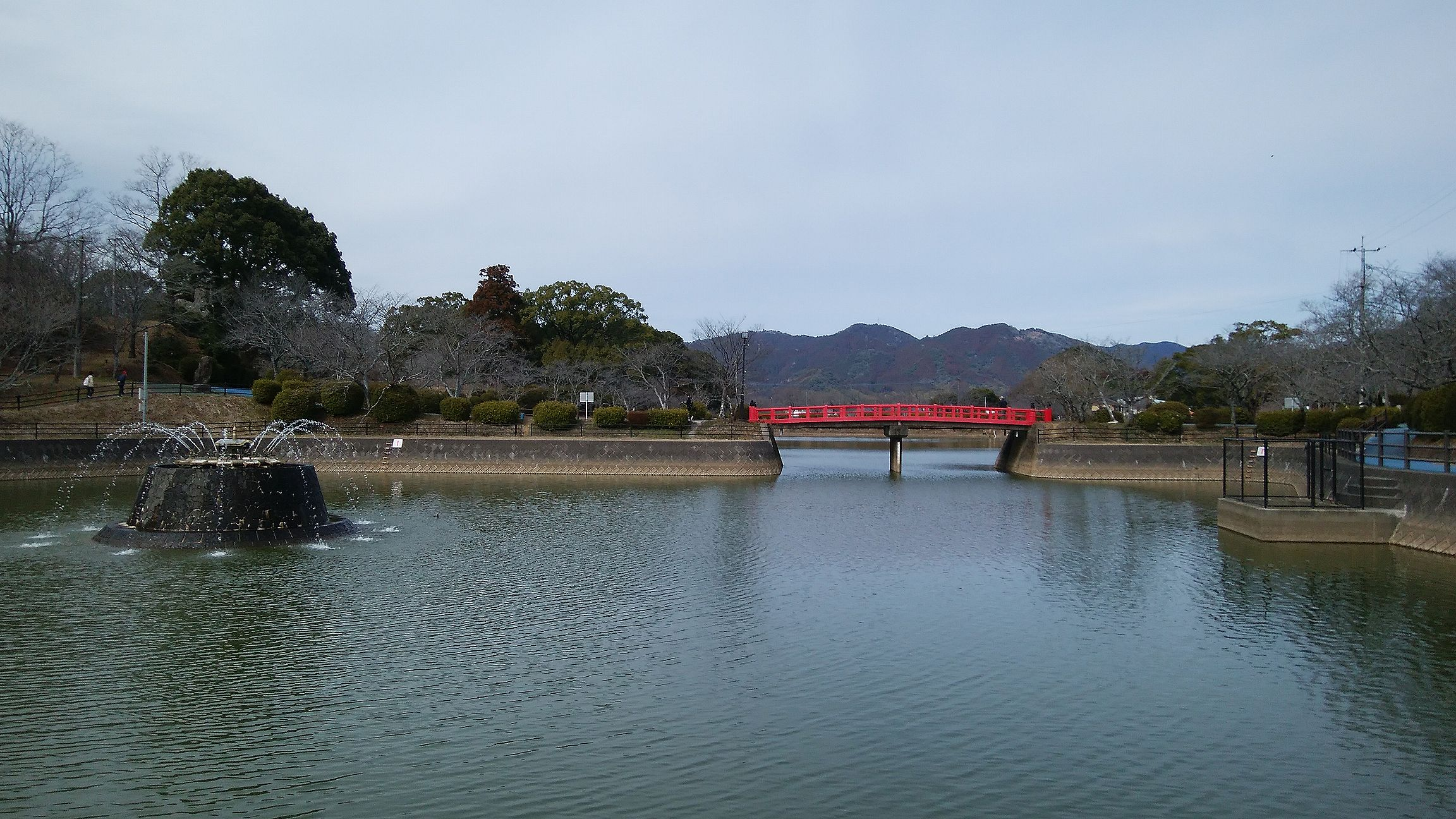
甘木公園内の丸山池、昭栄橋、噴水

甘木公園（あまぎこうえん）は、福岡県朝倉市にある公園である。

## 概説
朝倉市役所の北隣に位置しており、別名は「丸山公園」。春はサクラやツツジ、秋はカエデの名所として知られており、特にサクラについては福岡県内屈指の花見スポットとして賑わう。その他、市営球場・テニスコート・芝生広場・アスレチック広場・バーベキュー広場などの設備がある。

## 所在地・アクセス
- 所在地

福岡県朝倉市菩提寺79
- 交通アクセス

甘木鉄道甘木線・西鉄甘木線甘木駅より徒歩25分（2km）
上記の甘木駅より甘木観光バス甘木市街地循環線に乗車し「朝倉市役所」下車、徒歩4分（310m）。
マイカーの場合、大分自動車道甘木インターチェンジから2.8㎞。
駐車場あり